# 輪島市
輪島市（日语：／ Wajima shi */?）為位於日本石川縣北部的行政區劃，轄區位于能登半島西岸北端，鄰日本海，主要市區位於河原田川河口，日本海上位於主要市區北方20公里至50公里處的無人島群七島及有人島舳倉島也是屬於輪島市的轄區。
由於擁有漆器輪島塗、日本三大朝市之一的輪島朝市及御陣乘太鼓，成為能登半島主要的觀光據點。

## 人口
| 輪島市人口分布圖 |                                               |  |
| 輪島市與日本全國年齡別人口分布比較圖 （2005年資料） | 輪島市的年齡、男女別人口分布圖 （2005年資料） |  |
| ■紫色是輪島市 ■綠色是全国 | ■藍色是男性 ■紅色是女性                       |  |
| 輪島市人口變化 \| 1970年 \| 48,220人 \| \| \| 1975年 \| 46,816人 \| \| \| 1980年 \| 45,115人 \| \| \| 1985年 \| 43,283人 \| \| \| 1990年 \| 40,309人 \| \| \| 1995年 \| 37,133人 \| \| \| 2000年 \| 34,531人 \| \| \| 2005年 \| 32,823人 \| \| \| 2010年 \| 29,858人 \| \| \| 2015年 \| 27,216人 \| \| \| 2020年 \| 24,608人 \| \| |                                               |  |
| 資料來源：日本總務省統計中心提供之人口普查數據 |                                               |  |
| 1970年 | 48,220人                                      |  |
| 1975年 | 46,816人                                      |  |
| 1980年 | 45,115人                                      |  |
| 1985年 | 43,283人                                      |  |
| 1990年 | 40,309人                                      |  |
| 1995年 | 37,133人                                      |  |
| 2000年 | 34,531人                                      |  |
| 2005年 | 32,823人                                      |  |
| 2010年 | 29,858人                                      |  |
| 2015年 | 27,216人                                      |  |
| 2020年 | 24,608人                                      |  |

## 歷史
過去在令制國時代最初屬於越前國鳳至郡，718年隨著鳳至郡被劃入新設立的能登國，雖然一度在742年又隨著能登國被併入越中國，不過757年恢復能登國後，就一直屬於能登國。
平安時代後在此開始成為港口町，在13世紀的《廻船式目》中將輪島湊列入當時日本最主要的十個港口三津七湊之一，12世紀後先後由長氏、溫井氏所控制，溫井氏並在此建立天堂城成為其主要據點。
此後隨著能登畠山氏入主能登國，溫井氏也臣服成為其家臣，並成為畠山氏的畠山七人衆之一，不過溫井氏最後在織田信長控制能登國時滅亡；17世紀江戶時代後大部分區域都成為前田氏加賀藩的領地，在江戶時代末期，有部分區域為幕府直屬的領地，不過也是委託加賀藩管理的預地。
19世紀末明治維新後，原屬幕府的領地改由高山縣管理，1871年實施廢藩置縣後加賀藩的領地改隸屬金澤縣，不過同年的第一次府縣整併後，此地區被劃入新設立的七尾縣，但也僅半年過後，又被併回由原金澤縣更而成的石川縣。
1889年日本實施町村制，在現今輪島市的市區處設立輪島町，1954年輪島町進一步與周邊的西保村、大屋村、河原田村、鵠巢村、南志見村、三井村合併為第一代的輪島市；在兩年後的1956年，位於東側由町野村、西町村、岩倉村整併而成的町野町也併入輪島市。
而位於現今輪島市西部的剱地村、諸岡村、櫛比村、浦上村、七浦村、本鄉村、黑島村也在同一時前先後整併為門前町。
2000年代日本政府再次推動市町村整併，輪島市與門前町遂於2006年合併為新設立的輪島市。

### 變遷表
| 1889年4月1日 | 1889年 - 1912年           | 1912年 - 1944年                 | 1945年 - 1954年             | 1955年 - 1989年            | 1989年 - 現在             | 現在                      |
| ------------ | ------------------------- | ------------------------------- | --------------------------- | -------------------------- | ------------------------- | ------------------------- |
| 輪島町       | 輪島町                    | 輪島町                          | 1954年3月31日 合併為輪島市  | 1954年3月31日 合併為輪島市 | 2006年2月1日 合併為輪島市 | 2006年2月1日 合併為輪島市 |
| 西保村       |                           |                                 | 1954年3月31日 合併為輪島市  | 1954年3月31日 合併為輪島市 | 2006年2月1日 合併為輪島市 | 2006年2月1日 合併為輪島市 |
| 大屋村       | 1908年4月1日 合併為大屋村 | 1908年4月1日 合併為大屋村       | 1954年3月31日 合併為輪島市  | 1954年3月31日 合併為輪島市 | 2006年2月1日 合併為輪島市 | 2006年2月1日 合併為輪島市 |
| 鳳至谷村     | 1908年4月1日 合併為大屋村 | 1908年4月1日 合併為大屋村       | 1954年3月31日 合併為輪島市  | 1954年3月31日 合併為輪島市 | 2006年2月1日 合併為輪島市 | 2006年2月1日 合併為輪島市 |
| 河原田村     |                           |                                 | 1954年3月31日 合併為輪島市  | 1954年3月31日 合併為輪島市 | 2006年2月1日 合併為輪島市 | 2006年2月1日 合併為輪島市 |
| 鵠巢村       |                           |                                 | 1954年3月31日 合併為輪島市  | 1954年3月31日 合併為輪島市 | 2006年2月1日 合併為輪島市 | 2006年2月1日 合併為輪島市 |
| 南志見村     |                           |                                 | 1954年3月31日 合併為輪島市  | 1954年3月31日 合併為輪島市 | 2006年2月1日 合併為輪島市 | 2006年2月1日 合併為輪島市 |
| 三井村       |                           |                                 | 1954年3月31日 合併為輪島市  | 1954年3月31日 合併為輪島市 | 2006年2月1日 合併為輪島市 | 2006年2月1日 合併為輪島市 |
| 町野村       | 1908年4月1日 合併為町野村 | 1940年12月20日 改制為町野町     | 1940年12月20日 改制為町野町 | 1956年9月30日 併入輪島市   | 2006年2月1日 合併為輪島市 | 2006年2月1日 合併為輪島市 |
| 西町村       | 1908年4月1日 合併為町野村 | 1940年12月20日 改制為町野町     | 1940年12月20日 改制為町野町 | 1956年9月30日 併入輪島市   | 2006年2月1日 合併為輪島市 | 2006年2月1日 合併為輪島市 |
| 岩倉村       | 1908年4月1日 合併為町野村 | 1940年12月20日 改制為町野町     | 1940年12月20日 改制為町野町 | 1956年9月30日 併入輪島市   | 2006年2月1日 合併為輪島市 | 2006年2月1日 合併為輪島市 |
| 剱地村       | 1908年4月1日 合併為剱地村 | 1908年4月1日 合併為剱地村       | 1908年4月1日 合併為剱地村   | 1956年9月30日 併入門前町   | 2006年2月1日 合併為輪島市 | 2006年2月1日 合併為輪島市 |
| 仁岸村       | 1908年4月1日 合併為剱地村 | 1908年4月1日 合併為剱地村       | 1908年4月1日 合併為剱地村   | 1956年9月30日 併入門前町   | 2006年2月1日 合併為輪島市 | 2006年2月1日 合併為輪島市 |
| 阿岸村       | 1908年4月1日 合併為剱地村 | 1908年4月1日 合併為剱地村       | 1908年4月1日 合併為剱地村   | 1956年9月30日 併入門前町   | 2006年2月1日 合併為輪島市 | 2006年2月1日 合併為輪島市 |
| 諸岡村       | 諸岡村                    | 諸岡村                          | 1954年3月31日 合併為門前町  | 1954年3月31日 合併為門前町 | 2006年2月1日 合併為輪島市 | 2006年2月1日 合併為輪島市 |
| 櫛比村       | 櫛比村                    | 1930年1月1日 改制並更名為門前町 | 1954年3月31日 合併為門前町  | 1954年3月31日 合併為門前町 | 2006年2月1日 合併為輪島市 | 2006年2月1日 合併為輪島市 |
| 浦上村       |                           |                                 | 1954年3月31日 合併為門前町  | 1954年3月31日 合併為門前町 | 2006年2月1日 合併為輪島市 | 2006年2月1日 合併為輪島市 |
| 七浦村       |                           |                                 | 1954年3月31日 合併為門前町  | 1954年3月31日 合併為門前町 | 2006年2月1日 合併為輪島市 | 2006年2月1日 合併為輪島市 |
| 本鄉村       |                           |                                 | 1954年3月31日 合併為門前町  | 1954年3月31日 合併為門前町 | 2006年2月1日 合併為輪島市 | 2006年2月1日 合併為輪島市 |
| 黑島村       |                           |                                 | 1954年3月31日 合併為門前町  | 1954年3月31日 合併為門前町 | 2006年2月1日 合併為輪島市 | 2006年2月1日 合併為輪島市 |

## 行政

### 歷任市長
| 屆               | 任               | 姓名             | 上任日期         | 卸任日期         | 備註               |
| 第一代輪島市市長 | 第一代輪島市市長 | 第一代輪島市市長 | 第一代輪島市市長 | 第一代輪島市市長 | 第一代輪島市市長   |
| ---------------- | ---------------- | ---------------- | ---------------- | ---------------- | ------------------ |
| 1                | 1                | 永井元雄         | 1954年4月25日    | 1958年4月24日    |                    |
| 2                | 1                | 永井元雄         | 1958年4月25日    | 1962年4月24日    |                    |
| 3                | 1                | 永井元雄         | 1962年4月25日    | 1966年4月24日    |                    |
| 4                | 2                | 上野彥二         | 1966年4月25日    | 1970年4月24日    |                    |
| 5                | 2                | 上野彥二         | 1970年4月25日    | 1974年4月24日    |                    |
| 6                | 3                | 大向貢           | 1974年4月25日    | 1978年4月24日    |                    |
| 7                | 3                | 大向貢           | 1967年4月25日    | 1982年4月24日    |                    |
| 8                | 3                | 大向貢           | 1982年4月25日    | 1986年4月24日    |                    |
| 9                | 4                | 五嶋耕太郎       | 1986年4月25日    | 1990年4月24日    |                    |
| 10               | 4                | 五嶋耕太郎       | 1990年4月25日    | 1994年4月24日    |                    |
| 11               | 4                | 五嶋耕太郎       | 1994年4月25日    | 1998年4月24日    |                    |
| 12               | 5                | 梶文秋           | 1998年4月25日    | 2002年4月24日    |                    |
| 13               | 5                | 梶文秋           | 2002年4月25日    | 2006年1月31日    | 合併為第二代輪島市 |
| 第二代輪島市市長 |                  |                  |                  |                  |                    |
| 1                | 1                | 梶文秋           | 2006年3月19日    | 2010年3月18日    | 原第一代輪島市市長 |
| 2                | 1                | 梶文秋           | 2010年3月19日    | 2014年3月18日    |                    |
| 3                | 1                | 梶文秋           | 2014年3月19日    | 2018年3月18日    |                    |
| 4                | 1                | 梶文秋           | 2018年3月19日    | 2022年3月18日    |                    |
| 5                | 2                | 坂口茂           | 2022年3月19日    | 現任             |                    |
| 參考資料：       |                  |                  |                  |                  |                    |

## 交通

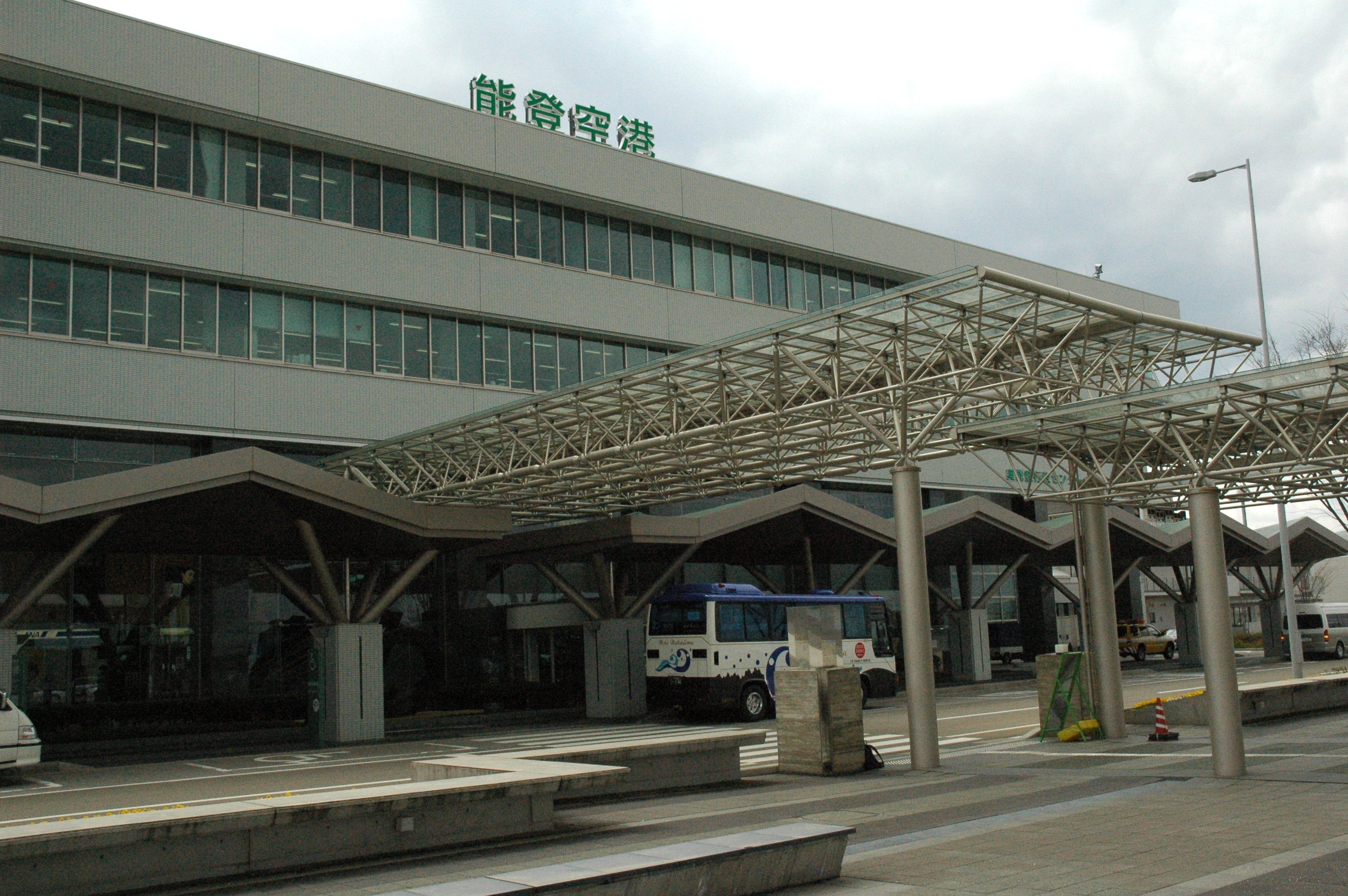
能登機場航站

在輪島市南部與穴水町、能登町交界處有2003年開始啟用的能登機場，也曾一度開設往返韓國、台灣的國際航線，不過目前僅有兩班由全日本空輸營運往返東京羽田機場的航班，自能登機場也有由北陸鐵道集團所經營的客運路線可以進入輪島市市區，同時北陸鐵道集團旗下的北鐵奧能登巴士和北鐵能登巴士也有開設自鄰近的穴水町和志賀町駛至市內客運路線，同時市政府也有開設社區巴士Noranke巴士。
過去的鐵路七尾線曾可自現在的穴水車站繼續往北接至輪島市的主要市區，並設有輪島車站，不過由於鐵路的利用人次過低，先是在1991年從原本的西日本旅客鐵道改由非營利的第三部門能登鐵道負責經營，但最後在2001年還是無法避免地停駛。
能越自動車道為自北陸自動車道富山縣內的路段接連至能登半島的高速公路，目前除位於七尾市內部分路段尚未完工外，已通至輪島市區南部的能登機場旁，未來也預定將會繼續往北經三井町地區通至輪島市市區。

### 公路
高速公路
- 能越自動車道：（穴水町） - 能登里山機場交流道（日语：のと里山空港インターチェンジ）

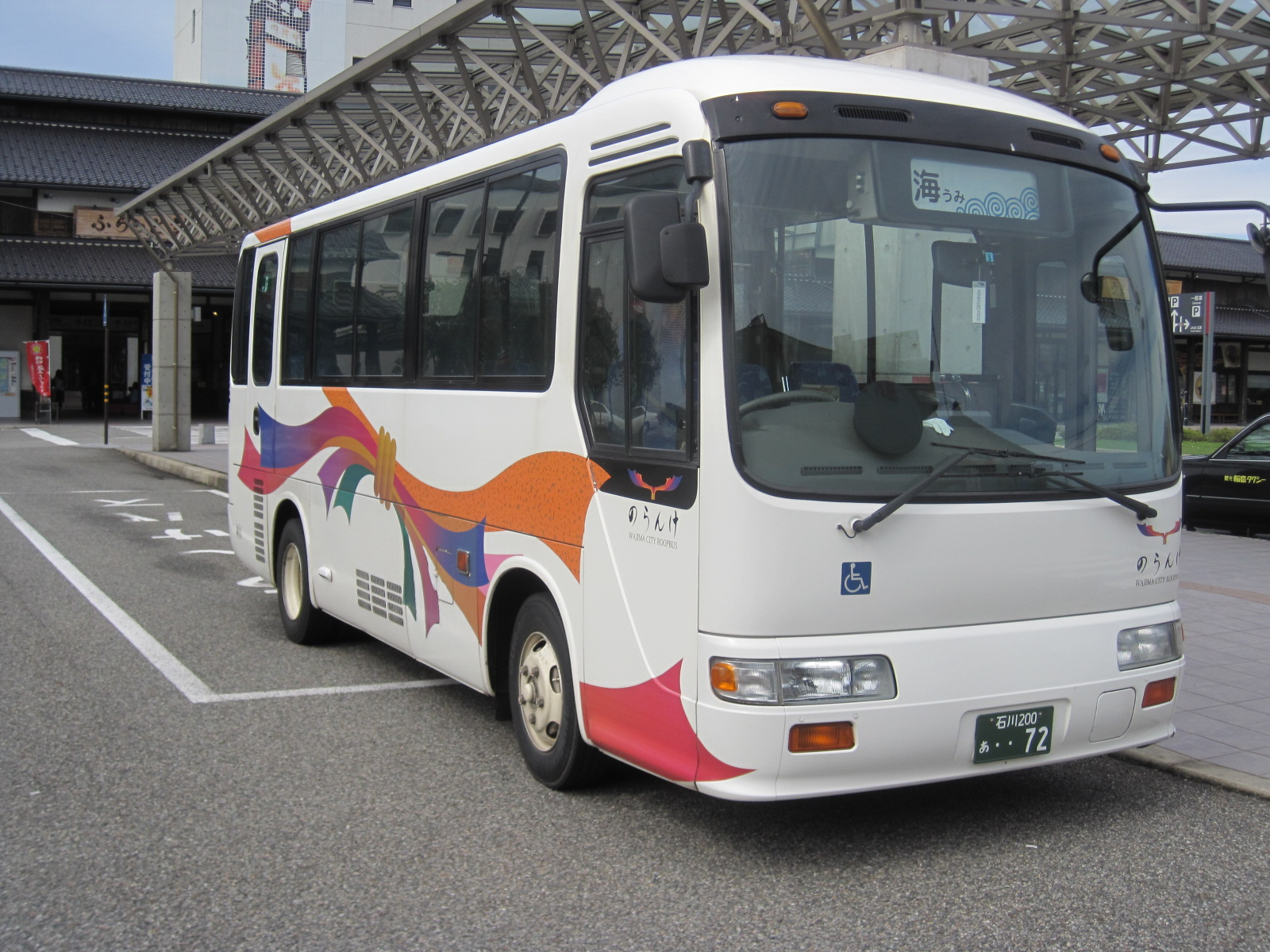
Noranke巴士
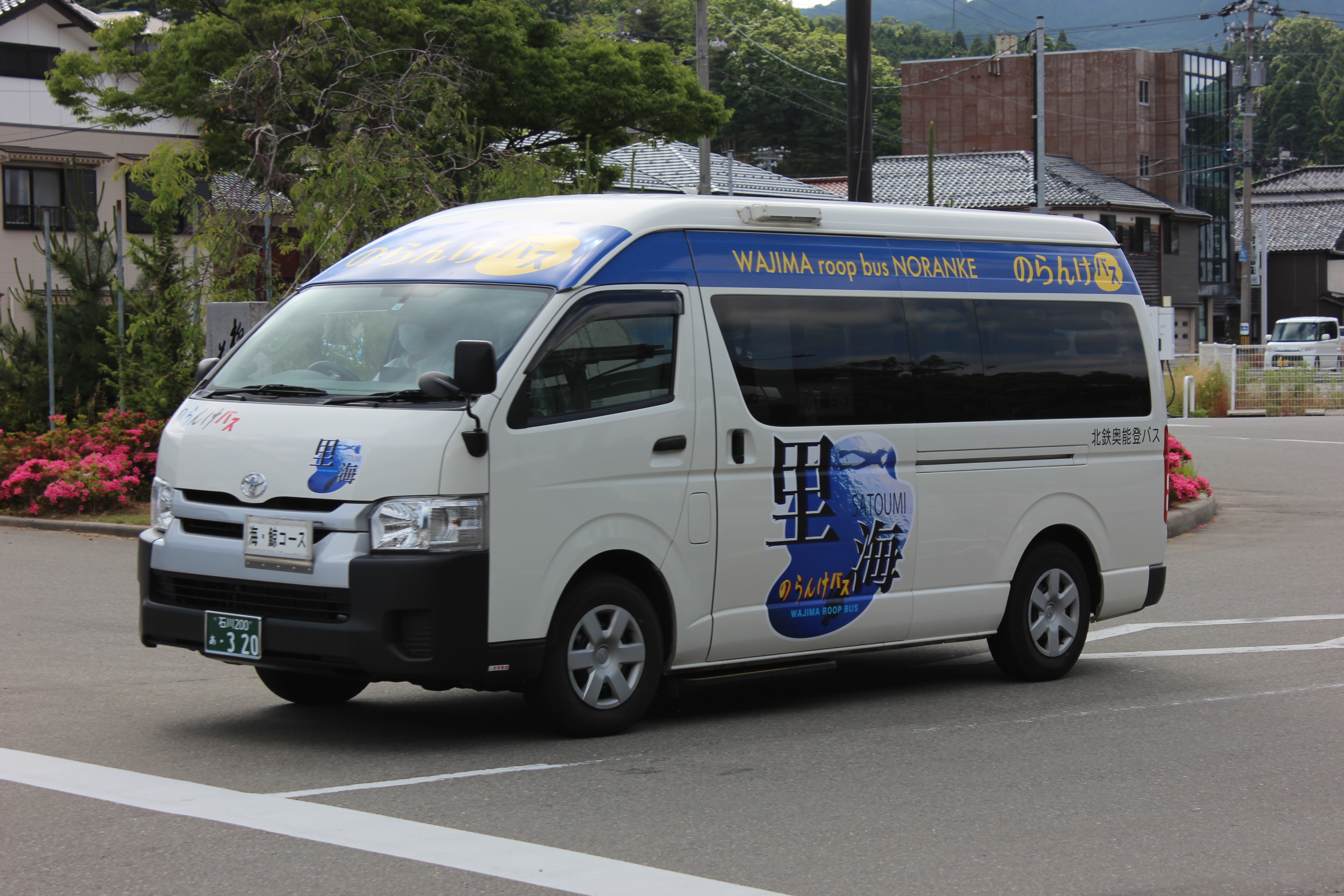
Noranke巴士
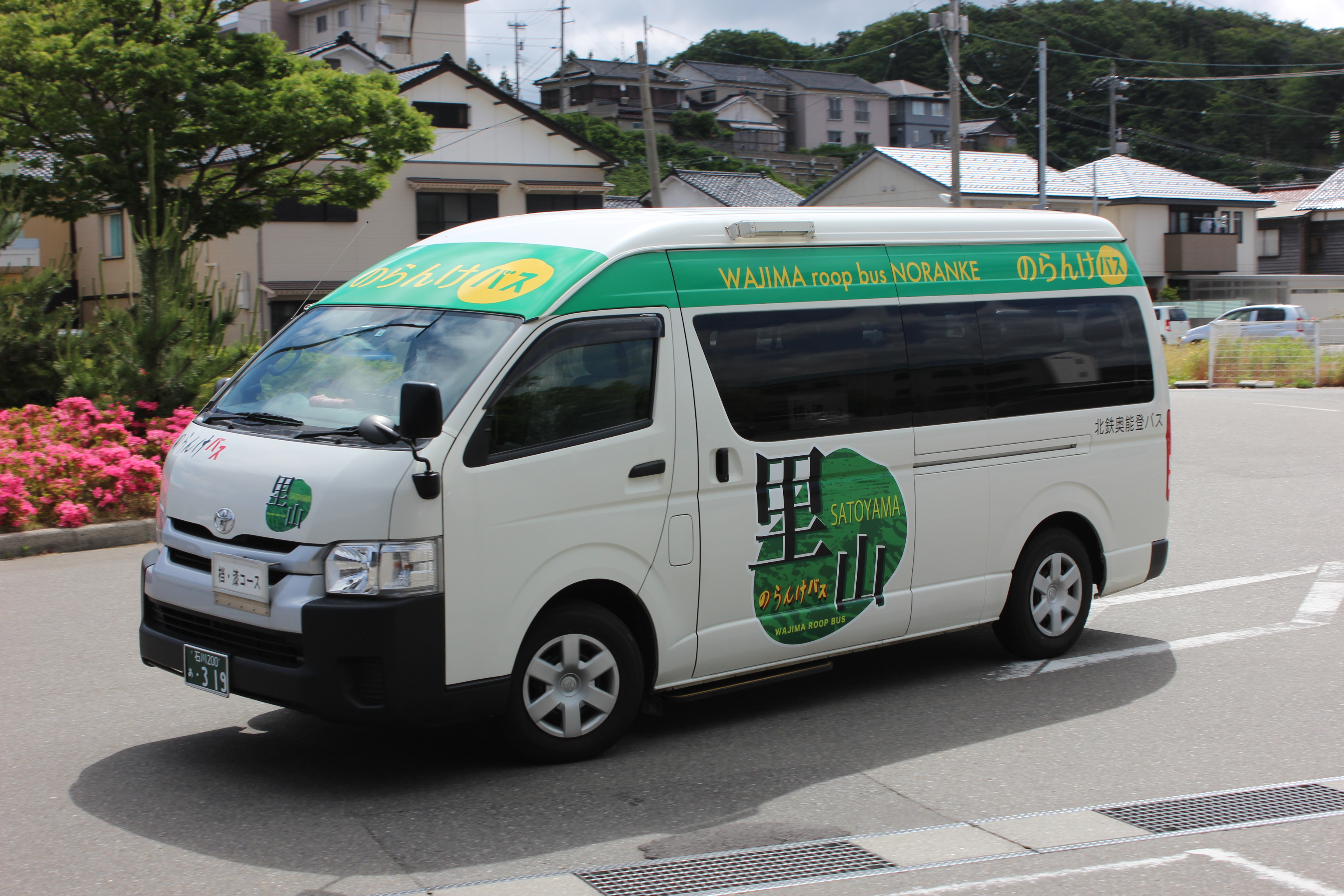
Noranke巴士

## 觀光資源
由於輪島塗為起源於輪島本地的漆器工藝技術，在1977年就被日本政府列為國家重要無形文化財產，在輪島市區內除了有大量販賣輪島塗漆器的店家，也設有石川縣輪島漆藝美術館展出關於輪島塗的歷史及文化資料。
位於市區內「朝市通」的輪島朝市與千葉縣勝浦市的勝浦朝市、岐阜縣高山市的宮川朝市被合稱為日本的三大朝市，在短短約360公尺的路段中擁有超過200個攤位，據傳為源自平安時代，最初原為配合神社祭禮日所舉辦，至室町時代改為每月定期舉辦，19世紀末期後成為每日舉行的朝市。
於每年八月下旬舉辦的「輪島大祭」為在能登半島特有的能登切子祭，會使用漆器技術製成的豪華切子燈籠在市區內遊行；在祭典舉行以外的時間，也可以在市區內的「輪島切子燈籠會館」看到這些在祭典中使用的切子燈籠。
在輪島市轄內的沿海有包括白米千枚田、曾曾木海岸、琴濱海岸多個景點，其中白米千枚田和和曾曾木海岸已被日本政府列為國家名勝。
位於南部的黑島地區由於過去在江戶時代為北前船的船主聚落，該地有20.5公頃的區域，包含148棟建築及周邊設施被日本政府列為重要傳統的建造物群保存地區。而位於市區西側的大澤町、上大澤町區域也以「大澤・上大澤的間垣集落景觀」之名稱被列為重要文化的景觀。

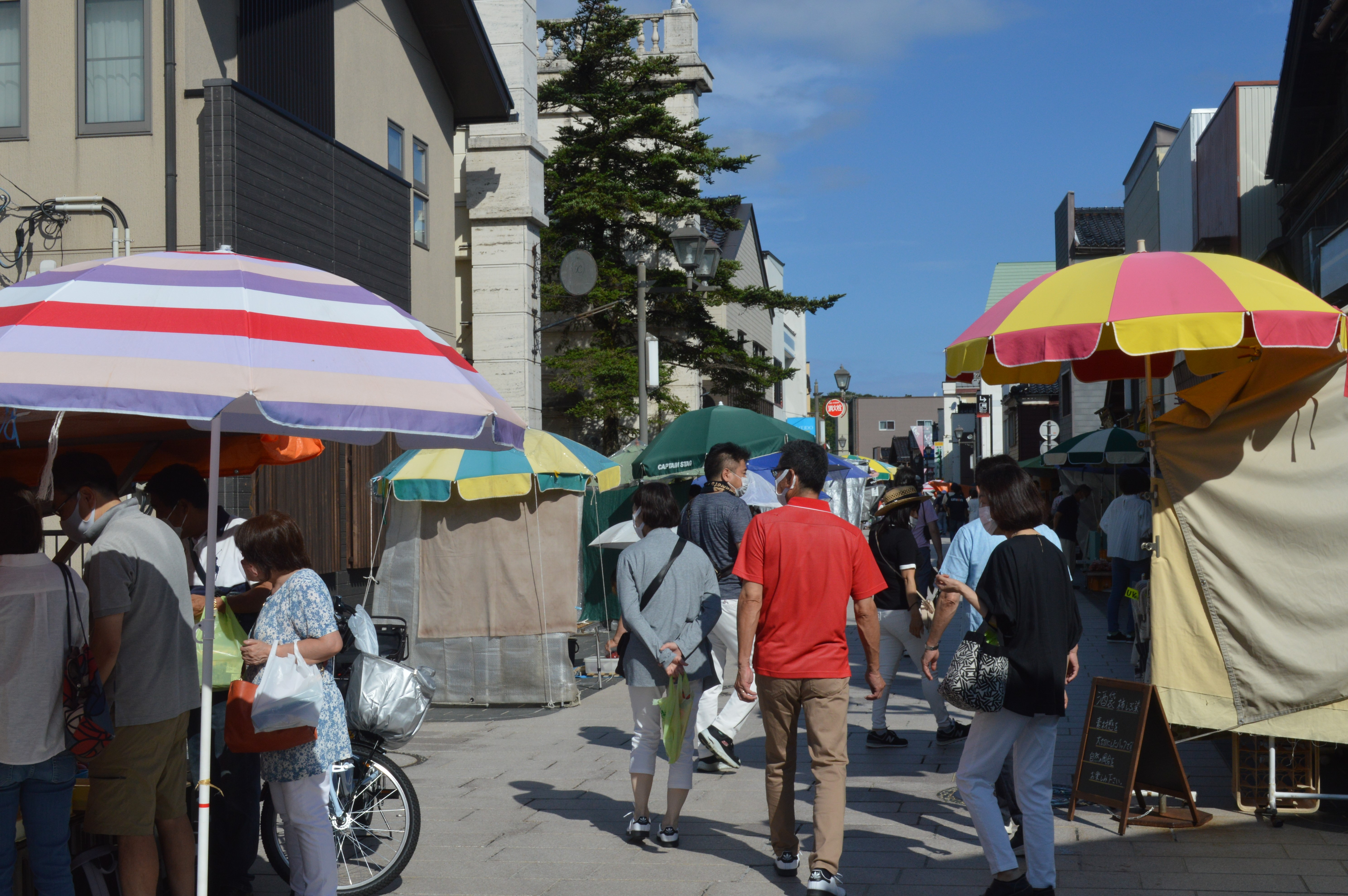
輪島朝市
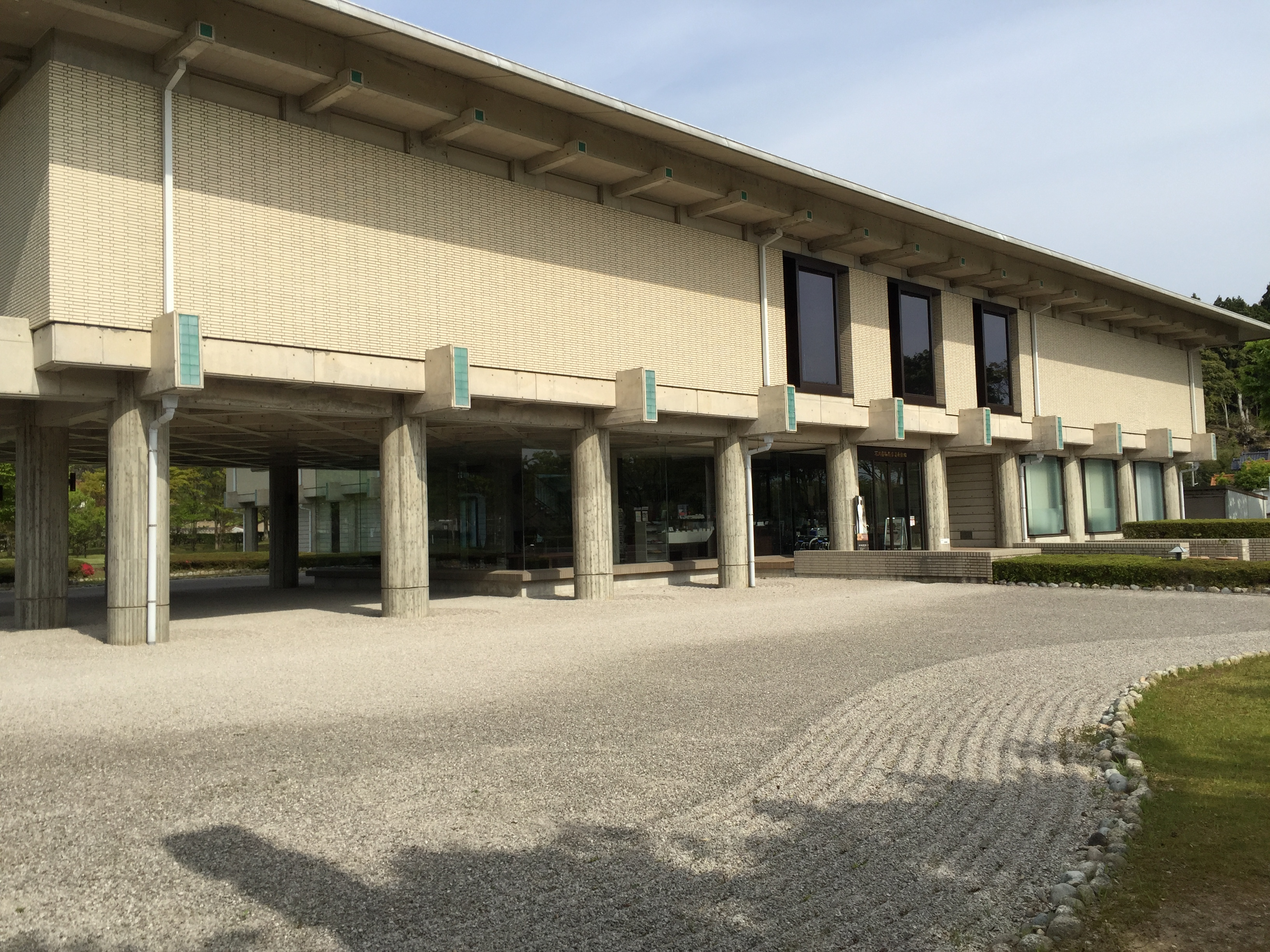
輪島漆藝美術館
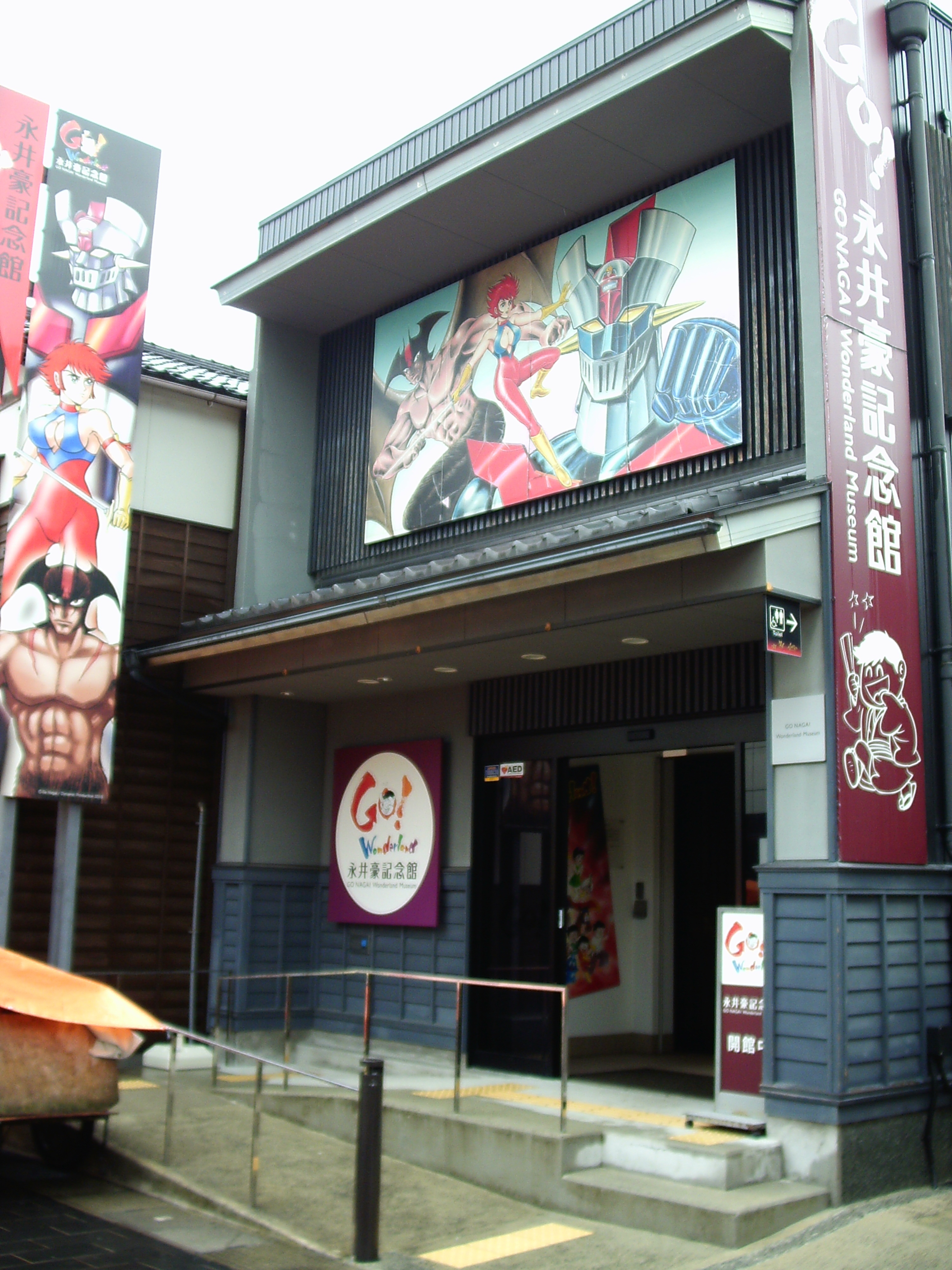
永井豪紀念館
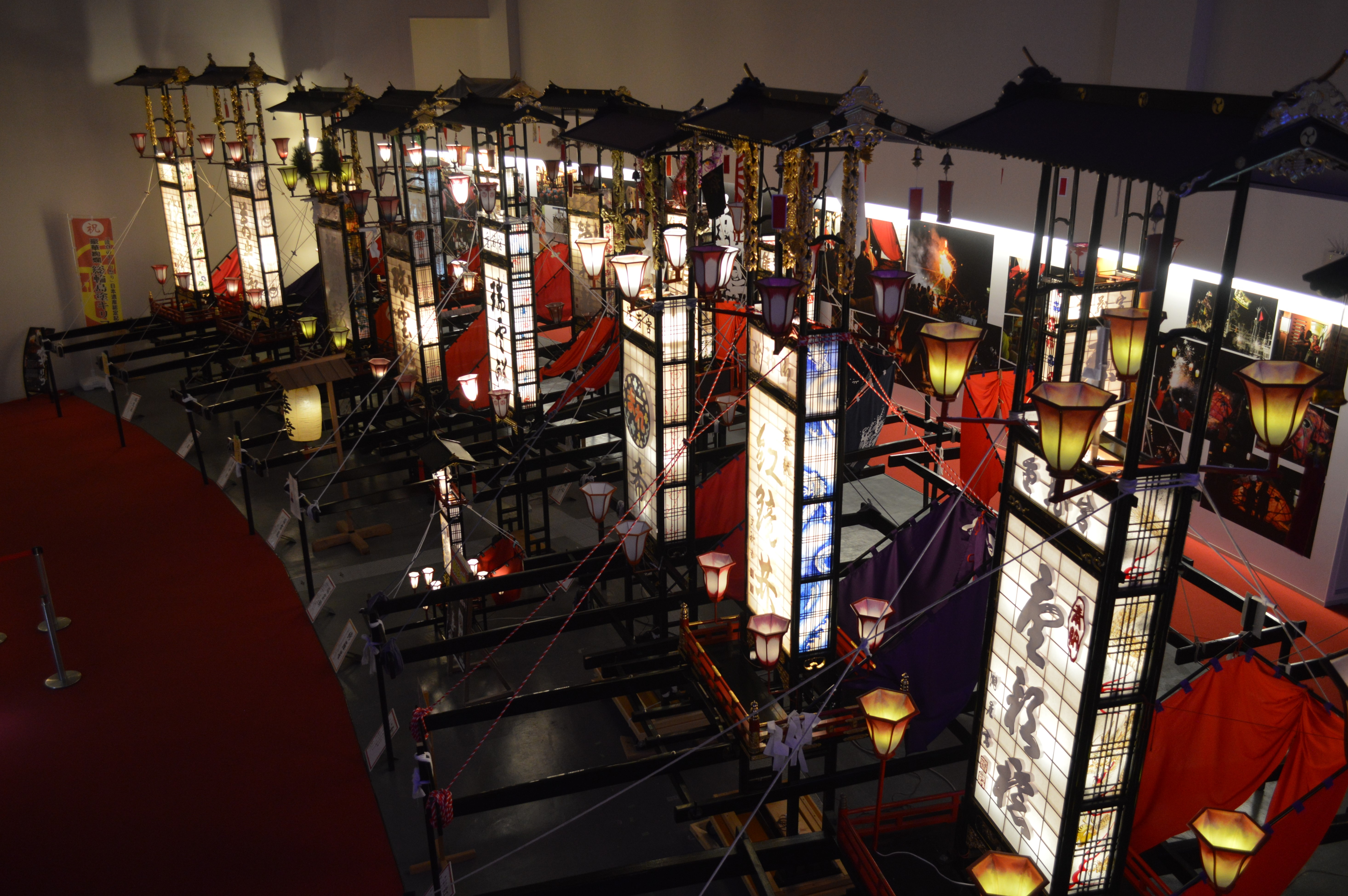
輪島切子燈籠會館
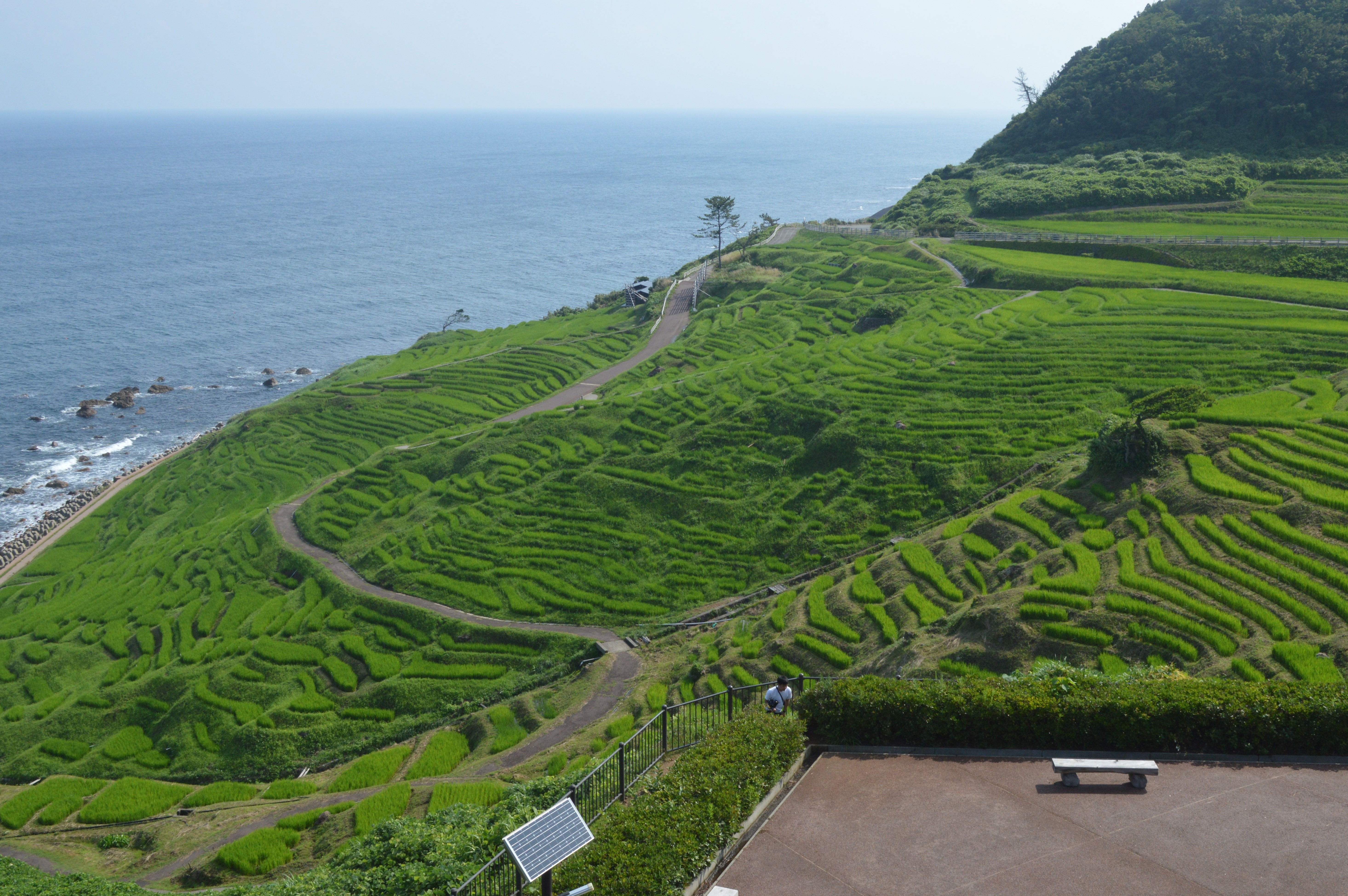
白米千枚田
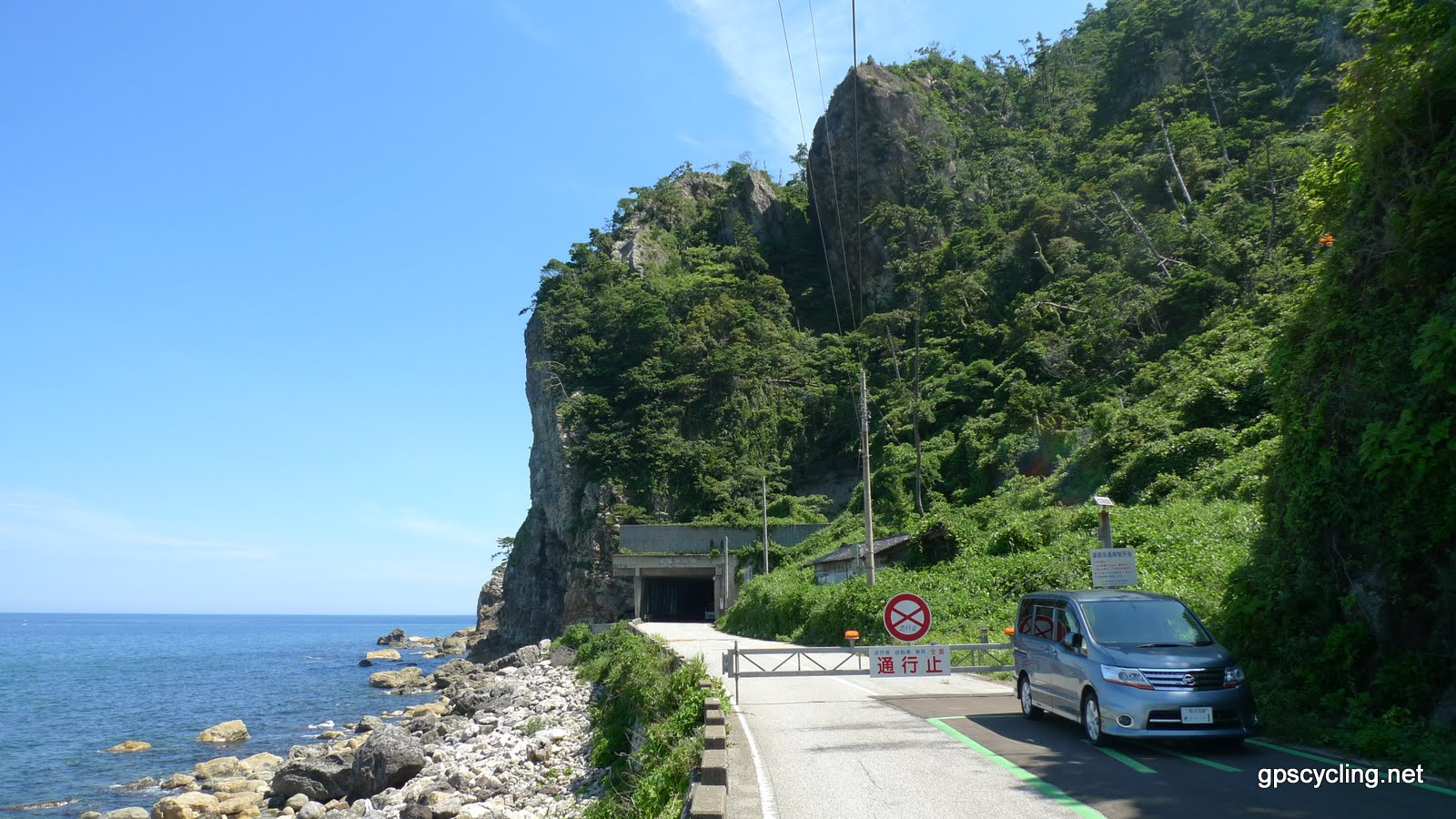
曾曾木海岸
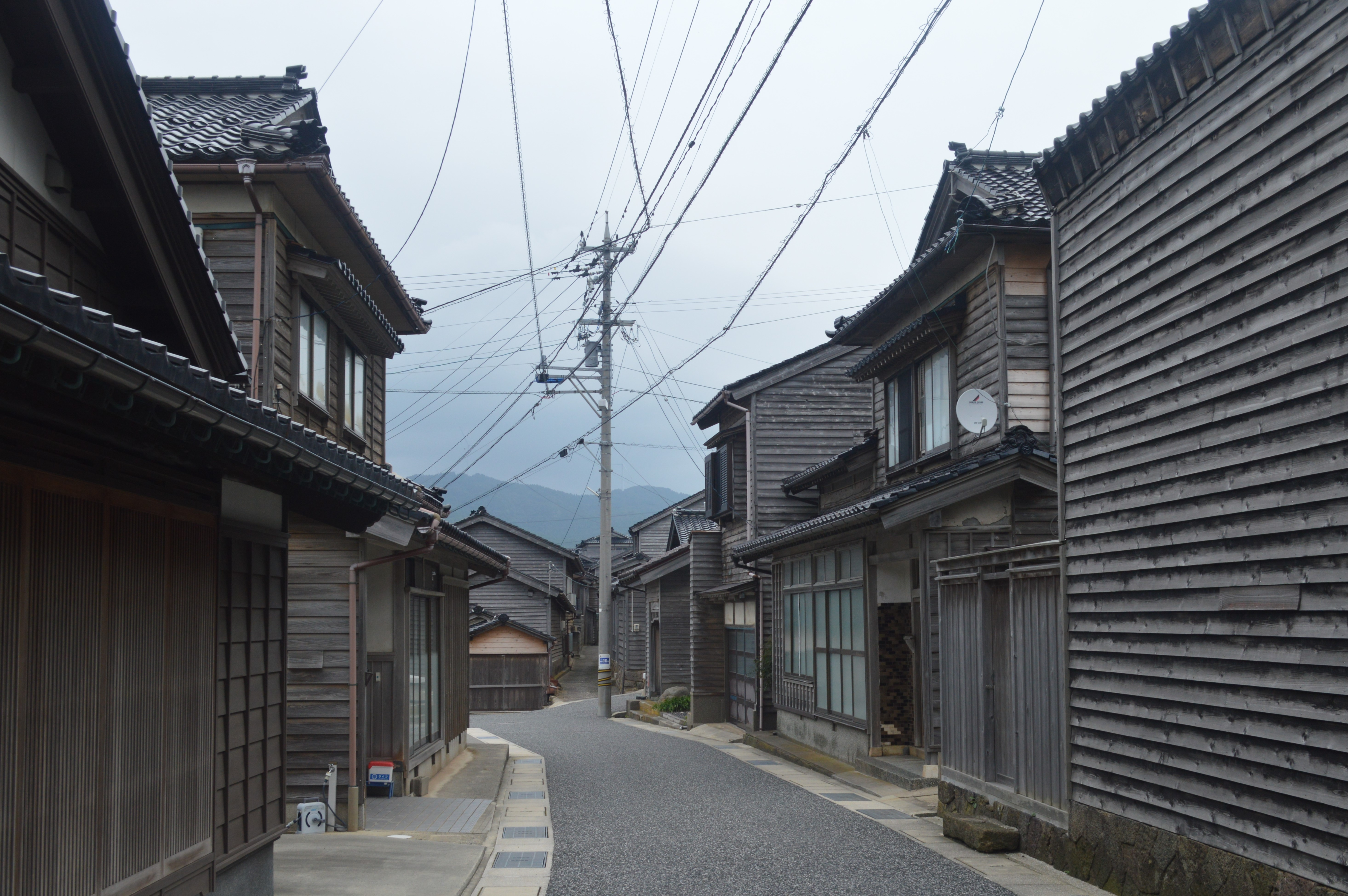
黑島地區
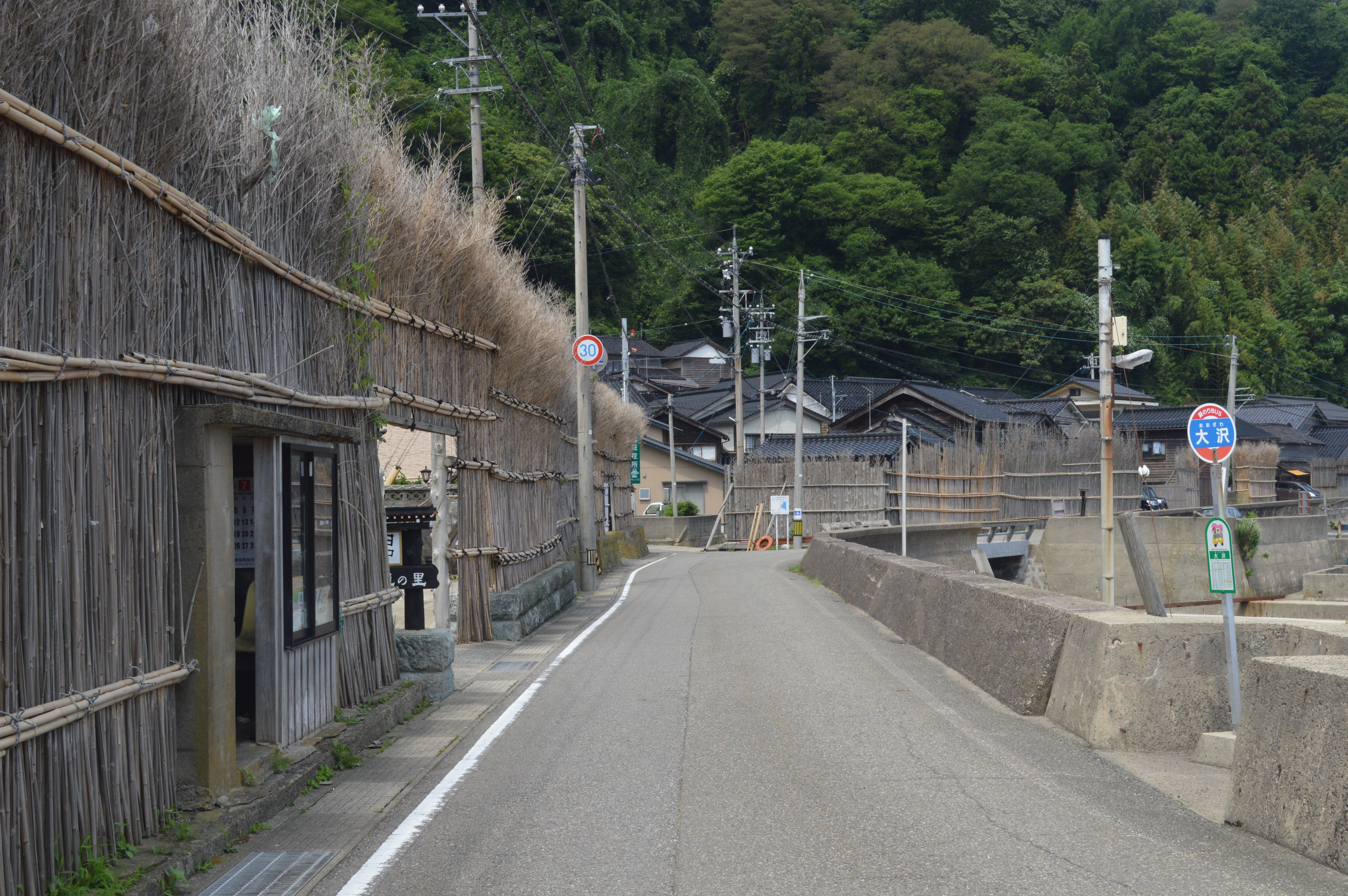
大澤・上大澤的間垣集落景觀

## 教育

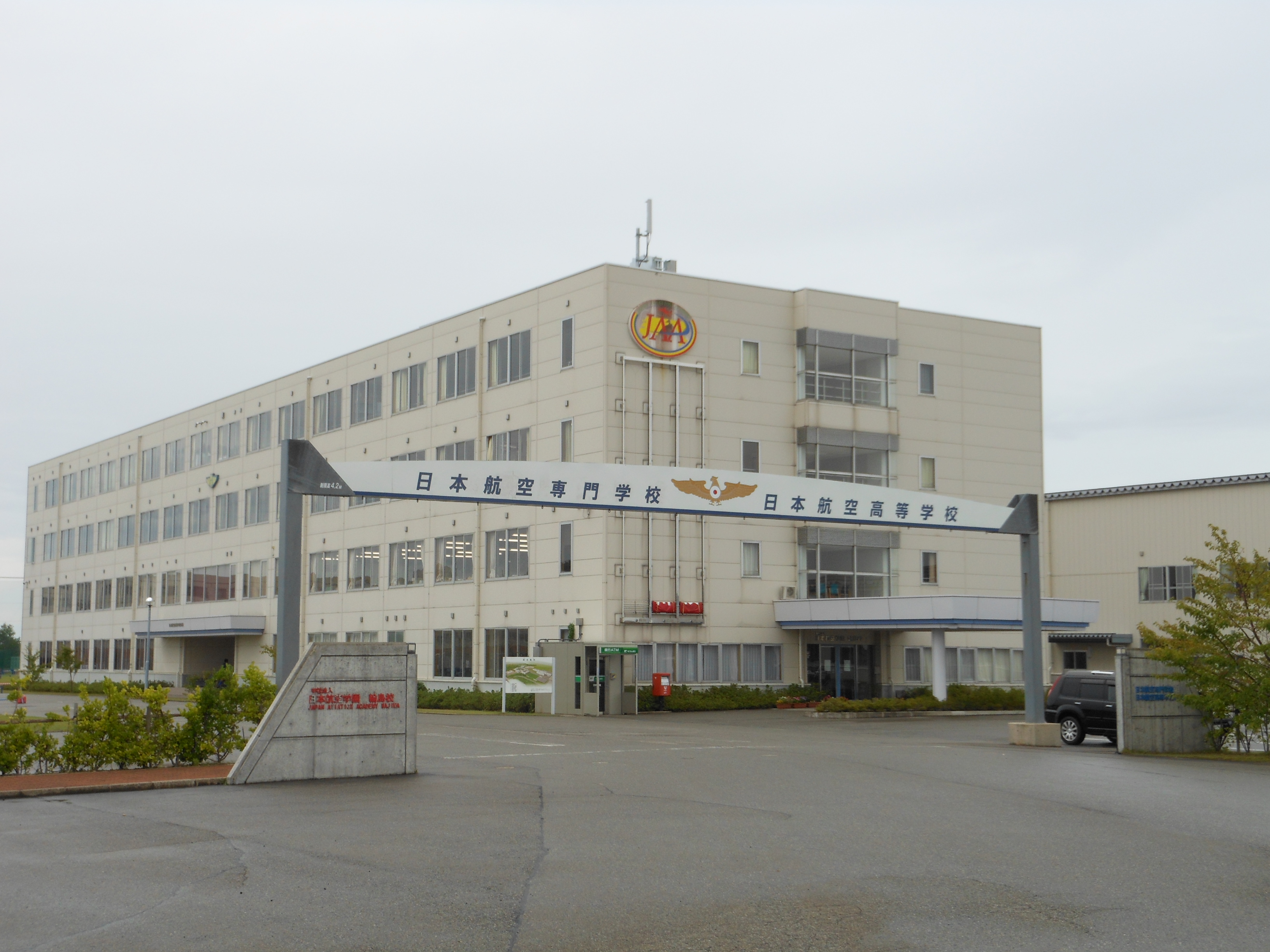
位於能登機場旁的日本航空專門學校及日本航空高等學校

在能登機場旁的日本航空高等學校石川及日本航空大學校為培育航空從業人員的高中及專門學校，校區也直接與能登機場相通，在機場內亦有停放學校專屬的飛機。

## 姊妹、友好城市

### 日本
- 萩市（山口市）
於1990年締結為姊妹城市。[27]
- 石狩市（北海道）
於2012年締結為友好城市。[27]
- 鶴見區（神奈川縣橫濱市）
於2013年締結友好交流協定。[27]

## 外部連結
- （日語） 輪島旅色 （页面存档备份，存于） - 能登輪島觀光入口網站
- （日語） 輪島旅色 輪島市觀光協會的Facebook專頁
- （日語） 輪島旅色 輪島市觀光協會的X（前Twitter）